# La Regrippière
Regrippière – miejscowość i gmina we Francji, w regionie Kraj Loary, w departamencie Loara Atlantycka.
Według danych na rok 2010 gminę zamieszkiwały 1544 osoby, a gęstość zaludnienia wynosiła 84 osoby/km².